# Georg-Heinrich Roth
Georg-Heinrich Roth (* 17. März 1934 in Berlin) ist ein Brigadegeneral außer Dienst des Heeres der Bundeswehr.

## Leben
Beförderungen
- 1956 Leutnant
- 1967 Major
- 1971 Oberstleutnant
- 1975 Oberst
- 1979 Brigadegeneral

Roth absolvierte 1954 das Abitur und trat anschließend als Offizieranwärter in den Bundesgrenzschutz ein. 1956 wurde er im Dienstgrads eines Leutnant in die Bundeswehr überführt. Er hatte Verwendungen in der Panzertruppe als Zugführer eines Panzer-Zuges, Bataillons-Adjutant und Kompaniechef einer Panzer-Kompanie.
Von 1965 bis 1967 absolvierte Roth den 8. Generalstabslehrgang Heer an der Führungsakademie der Bundeswehr in Hamburg, wo er zum Offizier im Generalstabsdienst ausgebildet wurde. Danach war er Generalstabsoffizier für Militärisches Nachrichtenwesen (G 2) der 6. Panzergrenadierdivision in Neumünster, wurde im Führungsstab der Streitkräfte (Fü S) im Bundesministerium der Verteidigung (BMVg) in Bonn verwendet, war Bataillonskommandeur, Militärischer Berater der deutschen KSZE-Delegation in Genf, Referent Fü S III 5 im BMVg, vom 25. Oktober 1975 bis 25. August 1977 Chef des Stabes der 3. Panzerdivision in Buxtehude, erster Generalstabsoffizier beim Stabschef für Planung und Operationsführung im Supreme Headquarters Allied Powers Europe (SHAPE) der NATO in Mons in Belgien und von Oktober 1979 bis September 1982 Leiter des BMVg-Delegationsanteils bei der Mutual-and-Balanced-Force-Reductions-Delegation Deutschlands in Wien.
Von Oktober 1982 bis September 1987 war er Brigadekommandeur der Panzerlehrbrigade 9 in Munster und anschließend bis September 1989 Kommandeur der Kampftruppenschule 2 in Munster. In seiner letzten Verwendung war er Deutscher Militärischer Vertreter (National Military Representative) bei SHAPE. Mit Ablauf des März 1994 wurde er in den Ruhestand versetzt.
Roth ist verheiratet und hat drei Kinder.